# Caviphantes saxetorum
Caviphantes saxetorum är en spindelart som först beskrevs av Hull 1916.  Caviphantes saxetorum ingår i släktet Caviphantes och familjen täckvävarspindlar. Inga underarter finns listade i Catalogue of Life.